# Линдеман, Фердинанд фон
Карл Лу́ис Фердина́нд фон Ли́ндеман (нем. Ferdinand von Lindemann, рыцарь с 1918 года; 12 апреля 1852, Ганновер — 6 марта 1939, Мюнхен) — немецкий математик. Наиболее известен доказательством трансцендентности числа {\displaystyle \pi .} Член Баварской академии наук (1895 год).

## Биография
Фердинанд Линдеман происходит из семьи филологов. Он родился 12 апреля 1852 г. в Ганновере. После окончания гимназии в Шверине (Мекленбург) он в 1870 году начинает изучать математику в Геттингенском университете. Окончил образование в 1873 году в Эрлангенском университете.
Места работы:
- 1877: защита диссертации в Вюрцбургском университете.
- 1877—1883: профессор Фрайбургского университета.
- 1883—1893: Кёнигсбергский университет.
- 1893—1923: Мюнхенский университет.

Самым значительным его учителем был Альфред Клебш. После смерти Клебша, по инициативе и под контролем Феликса Клейна Линдеман начинает работу по изданию лекций Клебша. Первый том книги, известной как работа «Клебша — Линдемана», вышел в 1876 г. в издательстве Б. Г. Тойбнера в Лейпциге. К этому моменту времени Линдеман уже переехал в Эрланген, куда он должен был последовать за Феликсом Клейном.
В 1873 г. в университете Эрлангена он защищает диссертацию по теме «О бесконечно малых движениях жестких тел при общем определении проективной меры» и получил степень доктора философии. Затем Линдеманн переводится в Политехническую школу в Мюнхене. Поскольку здесь было невозможно защитить хабилитационную работу, он переезжает в Вюрцбург, где и хабилитируется в 1877 г. Основу его второй диссертации составляет работа Клебша — Линдемана. В том же году Линдемана приглашают во Фрайбург в Брайсгау вначале в качестве экстраординарного, а затем — с 1879 г. — ординарного профессора.
Согласно личным воспоминаниям Линдемана в день своего тридцатилетия — 12 апреля 1882 г. — он пришел к идее доказательства трансцендентности числа π, и тем самым разрешил известную ещё со времен античности классическую проблему «квадратуры круга». Эта работа Линдемана была опубликована в 1882 году Вейерштрассом в Берлине и Эрмитом в Париже. Так внезапно имя Линдемана обретает мировую известность.
«Богатое математическое прошлое Кенигсберга» (формулировка советника Прусского министерства Альтхофа) побуждает Линдемана принять приглашение из Альбертины, где он работает с 1 октября 1883 г. по 31 августа 1893 г. Получив приглашение из Кенигсберга, Линдеманн поставил важное условие, необходимое для его согласия работать в Альбертине. Этим условием было предоставление экстраординарной профессуры Адольфу Гурвицу (1859—1919), который получает место в 1884 г. и остаётся в Кенигсберге до 1892 года.
28 мая 1887 года в Кенигсбергском Соборе Линдеман сочетался браком с актрисой Лизбет Кюсснер, дочерью кенигсбергского учителя и ректора школы. У Линдеманов родилось двое детей: сын Райнхарт (Reinhart, 1889—1911), который погиб в результате несчастного случая в Баварских Альпах, и дочь Ирмгард (Irmgard, 1891—1971) — родоначальница всех живущих ныне потомков Линдемана.
В академическом 1892/1893 г. Линдемана выбирают ректором Альбертины. По истечении срока его ректорских полномочий, побуждаемый любовью к горам, — он был одним из основателей Кенигсбергской секции объединения немецких альпинистов, — Линдеман отправляется в Мюнхен и до самой своей смерти, последовавшей 6 марта 1939 г., работает в университете Людвига-Максимилиана, совмещая исследовательскую и преподавательскую деятельность, а также активно занимаясь развитием высшей школы. За время своей деятельности в Мюнхенском университете Линдеман занимает должности ректора, декана и на протяжении многих лет является казначеем университета. Работая в университете, Линдеман активно противостоит учению и делам национал-социализма.

## Научная деятельность
Научные работы Линдемана охватывают многие области математики — теорию абелевых функций, проективную, дифференциальную и алгебраическую геометрии, теорию чисел. Главной сферой его научных интересов была геометрия. Разработал (1892) общий метод решения алгебраических уравнений любой степени с помощью трансцендентных функций. Занимался также историей математики и теорией спектрального анализа. Многие годы безуспешно пытался доказать Великую теорему Ферма, обнародовал несколько ошибочных доказательств.
За свою жизнь, до выхода на пенсию 1 октября 1922 г., Линдеман был руководителем почти 60 диссертационных работ. Среди них были работы Давида Гильберта и Арнольда Зоммерфельда, которые защитили свои диссертации под руководством Линдемана в Кенигсберге.